# Włochy na Letnich Igrzyskach Olimpijskich 1996
Włochy na Letnich Igrzyskach Olimpijskich 1996 reprezentowało 340 zawodników: 236 mężczyzn i 104 kobiet. Reprezentacja Włoch zdobyła 35 medale.

## Zdobyte medale
| Medal  | Zawodnik | Dyscyplina        | Konkurencja                                            | Rezultat                                                                |
| ------ | --- | ----------------- | ------------------------------------------------------ | ----------------------------------------------------------------------- |
| Złoto  | Jury Chechi | Gimnastyka        | ćwiczenia na kółkach mężczyzn                          | 9,887 pkt                                                               |
| Złoto  | Antonio Rossi | Kajakarstwo       | K-1 500 m mężczyzn                                     | 1:37,42 min                                                             |
| Złoto  | Antonio Rossi, Daniele Scarpa | Kajakarstwo       | K-2 1000 m mężczyzn                                    | 3:09,19 min                                                             |
| Złoto  | Antonella Bellutti | Kolarstwo torowe  | wyścig na 3000 m na dochodzenie kobiet                 |                                                                         |
| Złoto  | Paola Pezzo | Kolarstwo górskie | cross country kobiet                                   | 1:50,51 h                                                               |
| Złoto  | Andrea Collinelli | Kolarstwo torowe  | wyścig na 4000 m na dochodzenie mężczyzn indywidualnie |                                                                         |
| Złoto  | Silvio Martinello | Kolarstwo torowe  | wyścig punktowy mężczyzn                               | 37 pkt                                                                  |
| Złoto  | Roberto Di Donna | Strzelectwo       | pistolet pneumatyczny 10 m                             | 684,2 pkt                                                               |
| Złoto  | Ennio Falco | Strzelectwo       | skeet mężczyzn                                         | 149 pkt                                                                 |
| Złoto  | Diana Bianchedi, Giovanna Trillini, Valentina Vezzali | Szermierka        | floret kobiet drużynowo                                | w finale pokonały zespół Rumunii 45:33                                  |
| Złoto  | Alessandro Puccini | Szermierka        | floret mężczyzn indywidualnie                          | w finałowej walce pokonał Francuza Lionela Plumenail 15:12              |
| Złoto  | Sandro Cuomo, Angelo Mazzoni, Maurizio Randazzo | Szermierka        | szpada mężczyzn drużynowo                              | w finale pokonali zespół Rosji 45:43                                    |
| Złoto  | Davide Tizzano, Agostino Abbagnale | Wioślarstwo       | dwójka podwójna mężczyzn                               | 6:16,98 min                                                             |
| Srebro | Girolamo Giovinazzo | Judo              | waga do 60 kg mężczyzn                                 | w finale uległ Japończykowi Tadahiro Nomurę                             |
| Srebro | Beniamino Bonomi | Kajakarstwo       | K-1 1000 m mężczyzn                                    | 3:27,07 min                                                             |
| Srebro | Beniamino Bonomi, Daniele Scarpa | Kajakarstwo       | K-2 500 m mężczyzn                                     | 1:28,72 min                                                             |
| Srebro | Imelda Chiappa | Kolarstwo szosowe | wyścig ze startu wspólnego kobiet                      | 2:36,38 h                                                               |
| Srebro | Elisabetta Perrone | Lekkoatletyka     | chód na 10 km kobiet                                   | 42:12 min                                                               |
| Srebro | Fiona May | Lekkoatletyka     | skok w dal kobiet                                      | 7,02 m                                                                  |
| Srebro | Andrea Gardini, Marco Meoni, Pasquale Gravina, Paolo Tofoli, Samuele Papi, Andrea Sartoretti, Marco Bracci, Lorenzo Bernardi, Luca Cantagalli, Andrea Zorzi, Andrea Giani, Vigor Bovolenta                                                   | Siatkówka         | turniej mężczyzn                                       | w finale ulegli drużynie Holandii 2:3 (12:15, 15:9, 14:16, 15:9, 15:17) |
| Srebro | Albano Pera | Strzelectwo       | podwójny trap                                          | 183 pkt                                                                 |
| Srebro | Valentina Vezzali | Szermierka        | floret kobiet indywidualnie                            | w finale uległa Rumunce Laura Badea-Cârlescu 10:15                      |
| Srebro | Elisa Uga, Laura Chiesa, Margherita Zalaffi | Szermierka        | szpada kobiet drużynowo                                | w finale uległy drużynie Francji 33:45                                  |
| Brąz   | Ylenia Scapin | Judo              | waga do 72 kg kobiet                                   |                                                                         |
| Brąz   | Josefa Idem-Guerrini | Kajakarstwo       | K-1 500 m kobiet                                       | 1:48,73 min                                                             |
| Brąz   | Alessandro Lambruschini | Lekkoatletyka     | bieg na 3000 m z przeszkodami mężczyzn                 | 8:11,28 min                                                             |
| Brąz   | Roberta Brunet | Lekkoatletyka     | bieg na 5000 m kobiet                                  | 15:07,52 min                                                            |
| Brąz   | Matteo Bisiani, Michele Frangilli, Andrea Parenti | Łucznictwo        | mężczyźni drużynowo                                    | w pojedynku o brązowy medal zwyciężyli drużynę Australii 248:244        |
| Brąz   | Alberto Angelini, Francesco Attolico, Fabio Bencivenga, Alessandro Bovo, Alessandro Calcaterra, Roberto Calcaterra, Marco Gerini, Alberto Ghibellini, Luca Giustolisi, Amedeo Pomilio, Francesco Postiglione, Carlo Silipo, Leonardo Sottani | Piłka wodna       | turniej mężczyzn                                       | w meczu o brązowy medal pokonali zespół Węgier 20:18                    |
| Brąz   | Emanuele Merisi | Pływanie          | 200 m stylem grzbietowym mężczyzn                      | 1:59,17                                                                 |
| Brąz   | Roberto Di Donna | Strzelectwo       | pistolet dowolny 50 m                                  | 661,8 pkt                                                               |
| Brąz   | Andrea Benelli | Strzelectwo       | skeet mężczyzn                                         | 147 pkt                                                                 |
| Brąz   | Giovanna Trillini | Szermierka        | floret kobiet indywidualnie                            | w walce o brązowy medal pokonała Francuzkę Laurence Modaine-Cessac 15:9 |
| Brąz   | Luigi Tarantino, Raffaello Caserta, Tonhi Terenzi | Szermierka        | szabla mężczyzn drużynowo                              | w walce o brązowy medal pokonali Polskę 45:37                           |
| Brąz   | Alessandra Sensini | Żeglarstwo        | windsurfing kobiet                                     | 28 pkt                                                                  |

## Skład kadry

### Baseball
Mężczyźni
- Claudio Liverziani, Pierpaolo Illuminati, Roberto De Franceschi, Davide Rigoli, Marco Ubani, Francesco Casolari, Andrea Evangelisti, Enrico Vecchi, Massimiliano Masin, Paolo Ceccaroli, Ruggero Bagialemani, Paolo Passerini, Massimo Fochi, Alberto D'Auria, Roberto Cabalisti, Dante Carbini, Marco Barboni, Rolando Cretis, Luigi Carrozza, Fabio Betto - 6. miejsce,

### Boks
Mężczyźni
- Carmine Molaro waga musza do 52 kg - 17. miejsce,
- Cristian Giantomassi waga lekka do 60 kg - 17. miejsce,
- Antonio Perugino waga lekkośrednia do 71 kg - . miejsce,
- Pietro Aurino waga półciężka do 81 kg - 9. miejsce,
- Paolo Vidoz waga superciężka powyżej 91 kg - 9. miejsce,

### Gimnastyka
Kobiety
- Giordana Rocchi

wielobój indywidualnie - 33. miejsce,
ćwiczenia wolne - 64. miejsce,
skok przez konia - 50. miejsce,
ćwiczenia na poręczach - 71. miejsce,
ćwiczenia na równoważni - 50. miejsce,
- Francesca Morotti

wielobój indywidualnie - 49. miejsce,
ćwiczenia wolne - 69. miejsce,
skok przez konia - 82. miejsce,
ćwiczenia na poręczach - 46. miejsce,
ćwiczenia na równoważni - 63. miejsce,
- Irene Germini - gimnastyka artystyczna - indywidualnie - odpadła w półfinale,
- Katia Pietrosanti - gimnastyka artystyczna - indywidualnie - odpadła w półfinale,
- Manuela Bocchini, Valentina Marino, Sara Papi, Sara Pinciroli, Valentina Rovetta, Nicoletta Tinti - drużynowo - 7. miejsce

Mężczyźni
- Jury Chechi

wielobój indywidualnie - 17. miejsce,
ćwiczenia wolne - 47. miejsce,
skok przez konia - 20. miejsce,
ćwiczenia na poręczach - 87. miejsce,
ćwiczenia na drążku - 65. miejsce,
ćwiczenia na kółkach - 1. miejsce,
ćwiczenia na koniu z łękami - 39. miejsce,
- Boris Preti

wielobój indywidualnie - 27. miejsce,
ćwiczenia wolne - 62. miejsce,
skok przez konia - 50. miejsce,
ćwiczenia na poręczach - 26. miejsce,
ćwiczenia na drążku - 12. miejsce,
ćwiczenia na kółkach - 39. miejsce,
ćwiczenia na koniu z łękami - 71. miejsce,
- Roberto Galli

wielobój indywidualnie - 28. miejsce,
ćwiczenia wolne - 26. miejsce,
skok przez konia - 42. miejsce,
ćwiczenia na poręczach - 49. miejsce,
ćwiczenia na drążku - 48. miejsce,
ćwiczenia na kółkach - 39. miejsce,
ćwiczenia na koniu z łękami - 76. miejsce,
- Paolo Bucci

wielobój indywidualnie - 77. miejsce,
ćwiczenia wolne - 82. miejsce,
skok przez konia - 39. miejsce,
ćwiczenia na poręczach - 45. miejsce,
ćwiczenia na drążku - 101. miejsce,
ćwiczenia na kółkach - 19. miejsce,
ćwiczenia na koniu z łękami - 98. miejsce,
- Sergio Luini

wielobój indywidualnie - 81. miejsce,
ćwiczenia wolne - 68. miejsce,
skok przez konia - 60. miejsce,
ćwiczenia na poręczach - 50. miejsce,
ćwiczenia na drążku - 36. miejsce,
ćwiczenia na koniu z łękami - 36. miejsce,
- Marcello Barbieri

wielobój indywidualnie - 97. miejsce,
ćwiczenia wolne - 70. miejsce,
skok przez konia - 74. miejsce,
ćwiczenia na poręczach - 80. miejsce,
ćwiczenia na drążku - 105. miejsce,
ćwiczenia na kółkach - 54. miejsce,
- Francesco Colombo

wielobój indywidualnie - 107. miejsce,
ćwiczenia na drążku - 57. miejsce,
ćwiczenia na kółkach - 60. miejsce,
ćwiczenia na koniu z łękami - 16. miejsce,
- Boris Preti, Roberto Galli, Jury Chechi, Paolo Bucci, Sergio Luini, Marcello Barbieri, Francesco Colombo - wielobój drużynowo - 12. miejsce,

### Judo
Kobiety
- Giovanna Tortora - waga do 48 kg - 9. miejsce,
- Alessandra Giungi - waga do 52 kg - 9. miejsce,
- Emanuela Pierantozzi - waga do 66 kg - 18. miejsce,
- Ylenia Scapin - waga do 72 kg - 3. miejsce,
- Donata Burgatta - waga powyżej 72 kg - 14. miejsce,

Mężczyźni
- Girolamo Giovinazzo - waga do 60 kg - 2. miejsce,
- Francesco Giorgi - waga do 65 kg - 21. miejsce,
- Diego Brambilla - waga do 71 kg - . miejsce,
- Luigi Guido - waga do 95 kg - 13. miejsce,

### Jeździectwo
- Pia Laus - ujeżdżenie indywidualnie - 34. miejsce,
- Paolo Giani Margi - ujeżdżenie indywidualnie - 35. miejsce,
- Daria Fantoni - ujeżdżenie indywidualnie - 41. miejsce,
- Fausto Puccini - ujeżdżenie indywidualnie - 45. miejsce,
- Pia Laus, Paolo Giani Margi, Daria Fantoni, Fausto Puccini - ujeżdżenie drużynowo - 9. miejsce,
- Jerry Smit - skoki przez przeszkody indywidualnie - 19. miejsce,
- Valerio Sozzi - skoki przez przeszkody indywidualnie - 9. miejsce w rundzie kwalifikacyjnej,
- Natale Chiaudani - skoki przez przeszkody indywidualnie - 29. miejsce,
- Arnaldo Bologni - skoki przez przeszkody indywidualnie - 56. miejsce,
- Jerry Smit, Valerio Sozzi, Natale Chiaudani, Arnaldo Bologni- skoki przez przeszkody drużynowo - 9. miejsce,
- Marco Cappai - WKKW indywidualnie - 14. miejsce,
- Roberta Gentini - WKKW indywidualnie - 15. miejsce,
- Lara Villata, Nicola Delli Santi, Ranieri Campello, Giacomo Della Chiesa - WKKW drużynowo - 12. miejsce,

### Kajakarstwo
Kobiety
- Josefa Idem-Guerrini - K-1 500 m - 3. miejsce,
- Maria Cristina Giai Pron - kajakarstwo górskie - K-1 - 4. miejsce,
- Barbara Nadalin - kajakarstwo górskie - K-1 - 15. miejsce,

Mężczyźni
- Antonio Rossi - K-1 500 m - 1. miejsce,
- Beniamino Bonomi - K-1 1000 m - 2. miejsce,
- Beniamino Bonomi, Daniele Scarpa - 2. miejsce,
- Antonio Rossi, Daniele Scarpa - K-2 1000 m - 1. miejsce,
- Andrea Covi, Enrico Lupetti, Ivano Lussignoli, Luca Negri - K-4 1000 m - odpadli w półfinale,
- Domenico Cannone, Antonio Marmorino - C-2 500 m - odpadli w półfinale,
- Pierpaolo Ferrazzi - kajakarstwo górskie - K-1 - 17. miejsce,
- Renato De Monti - kajakarstwo górskie - C-1 - 13.miejsce,
- Francesco Stefani - kajakarstwo górskie - C-1 - 26. miejsce,

### Kolarstwo
Kobiety
- Imelda Chiappa

kolarstwo szosowe - wyścig ze startu wspólnego - 2. miejsce,
kolarstwo szosowe - jazda indywidualna na czas - 8. miejsce,
- Alessandra Cappellotto - kolarstwo szosowe - wyścig ze startu wspólnego - 7. miejsce,
- Roberta Bonanomi - kolarstwo szosowe - wyścig ze startu wspólnego - 32. miejsce,
- Antonella Bellutti - kolarstwo torowe - wyścig na 3000 m na dochodzenie - 1. miejsce,
- Nada Cristofoli - kolarstwo torowe - wyścig punktowy - 10. miejsce,
- Paola Pezzo - kolarstwo górskie - cross country - 1. miejsce,
- Annabella Stropparo - kolarstwo górskie - cross country - 6. miejsce,

Mężczyźni
- Fabio Baldato - kolarstwo szosowe - wyścig ze startu wspólnego - 7. miejsce,
- Michele Bartoli - kolarstwo szosowe - wyścig ze startu wspólnego - 8. miejsce,
- Francesco Casagrande

kolarstwo szosowe - wyścig ze startu wspólnego - 32. miejsce,
kolarstwo szosowe - jazda indywidualna na czas - 19. miejsce,
- Maurizio Fondriest

kolarstwo szosowe - wyścig ze startu wspólnego - 37. miejsce,
kolarstwo szosowe - jazda indywidualna na czas - 4. miejsce,
- Mario Cipollini - kolarstwo szosowe - wyścig ze startu wspólnego - 82. miejsce,
- Roberto Chiappa - kolarstwo torowe - sprint - odpadł w eliminacjach,
- Gianluca Capitano

kolarstwo torowe - sprint - odpadł w eliminacjach,
kolarstwo torowe - wyścig na 1 km ze startu zatrzymanego - 15. miejsce,
- Andrea Collinelli - wyścig na 4000 m na dochodzenie indywidualnie - 1. miejsce,
- Adler Capelli, Mauro Trentini, Andrea Collinelli, Cristiano Citton - kolarstwo torowe - wyścig na 4000 m na dochodzenie drużynowo - 4. miejsce,
- Silvio Martinello - kolarstwo torowe - wyścig punktowy - 1. miejsce,
- Daniele Pontoni - kolarstwo górskie - cross country - 5. miejsce,
- Luca Bramati - kolarstwo górskie - cross country - 8. miejsce,

### Koszykówka
Kobiety
- Susanna Bonfiglio, Mara Fullin, Nicoletta Caselin, Catarina Pollini, Giuseppina Tufano, Stefania Zanussi, Elena Paparazzo, Valentina Gardellin, Viviana Ballabio, Marta Rezoagli, Lorenza Arnetoli, Novella Schiesaro - 8. miejsce,

### Lekkoatletyka
Kobiety
- Virna De Angeli - bieg na 400 m - odpadła w ćwierćfinale,
- Patrizia Spuri - bieg na 400 m - odpadła w ćwierćfinale,
- Roberta Brunet - bieg na 5000 m - 3. miejsce,
- Maria Guida - bieg na 10 000 m - odpadła w eliminacjach,
- Silvia Sommaggio

bieg na 5000 m - odpadła w eliminacjach,
bieg na 10 000 m - odpadła w eliminacjach,
- Ornella Ferrara - maraton - 13. miejsce,
- Maria Curatolo - maraton - nie ukończyła biegu,
- Maura Viceconte - maraton - nie ukończyła biegu,
- Carla Tuzzi - bieg na 100 m przez płotki - odpadła w eliminacjach (nie ukończyła biegu eliminacyjnego),
- Virna De Angeli - bieg na 400 m przez płotki - odpadła w eliminacjach,
- Elisabetta Perrone - chód na 10 km - 2. miejsce,
- Rossella Giordano - chód na 10 km - 5. miejsce,
- Annarita Sidoti - chód na 10 km - 11. miejsce,
- Antonella Bevilacqua - skok wzwyż - dyskwalifikacja
- Fiona May - skok w dal - 2. miejsce,
- Barbara Lah - trójskok - 16. miejsce,
- Agnese Maffeis - rzut dyskiem - 32. miejsce,
- Giuliana Spada - siedmiobój - nie ukończyła konkurencji,

Mężczyźni
- Ezio Madonia - bieg na 100 m - odpadł w ćwierćfinale,
- Stefano Tilli - bieg na 100 m - odpadł w eliminacjach,
- Sandro Floris - bieg na 200 m - odpadł w eliminacjach,
- Giuseppe D'Urso - bieg na 800 m - odpadł w półfinale,
- Andrea Benvenuti - bieg na 800 m - odpadł w półfinale (nie ukończył biegu),
- Andrea Giocondi - bieg na 800 m - odpadł w eliminacjach,
- Gennaro Di Napoli - bieg na 5000 m - 12. miejsce,
- Stefano Baldini

bieg na 5000 m - odpadł w eliminacjach,
bieg na 10 000 m - 18. miejsce,
- Danilo Goffi - maraton - 9. miejsce,
- Salvatore Bettiol - maraton - 20. miejsce,
- Davide Milesi - maraton - 50. miejsce,
- Fabrizio Mori - bieg na 400 m przez płotki - 6. miejsce,
- Laurent Ottoz - bieg na 400 m przez płotki - odpadł w półfinale,
- Ashraf Saber - bieg na 400 m przez płotki - odpadł w eliminacjach,
- Alessandro Lambruschini - bieg na 3000 m z przeszkodami - 3. miejsce,
- Angelo Carosi - bieg na 3000 m z przeszkodami - 9. miejsce,
- Giovanni Puggioni, Ezio Madonia, Angelo Cipolloni, Sandro Floris - sztafeta 4 x 100 m - odpadli w eliminacjach (nie ukończyli biegu eliminacyjnego),
- Fabrizio Mori, Alessandro Aimar, Andrea Nuti, Ashraf Saber, Marco Vaccari[16] - sztafeta 4 x 400 m - odpadli w półfinale
- Giovanni Perricelli

chód na 20 km - 16. miejsce,
chód na 50 km - 13. miejsce,
- Giovanni De Benedictis

chód na 20 km - 27. miejsce,
chód na 50 km - nie ukończył konkurencji,
- Michele Didoni - chód na 20 km - 34. miejsce,
- Arturo Di Mezza - chód na 50 km - 4. miejsce,
- Simone Bianchi - skok w dal - 25. miejsce,
- Paolo Dal Soglio - pchnięcie kulą - 4. miejsce,
- Corrado Fantini - pchnięcie kulą - 11. miejsce,
- Giorgio Venturi - pchnięcie kulą - 19. miejsce,
- Diego Fortuna - rzut dyskiem - 19. miejsce,
- Enrico Sgrulletti - rzut młotem - 9. miejsce,
- Loris Paoluzzi - rzut młotem - 27. miejsce,
- Beniamino Poserina - dziesięciobój - 30. miejsce,

### Łucznictwo
Kobiety
- Giovanna Aldegani - indywidualnie - 28. miejsce,
- Paola Fantato - indywidualnie - 54. miejsce,
- Giuseppina Di Blasi - indywidualnie - 60. miejsce,
- Giovanna Aldegani, Giuseppina Di Blasi, Paola Fantato - drużynowo - 9. miejsce,

Mężczyźni
- Michele Frangilli - indywidualnie - 6. miejsce,
- Matteo Bisiani - indywidualnie - 9. miejsce,
- Andrea Parenti - indywidualnie - 17. miejsce,
- Matteo Bisiani, Michele Frangilli, Andrea Parenti - drużynowo - 3. miejsce,

### Pięciobój nowoczesny
Mężczyźni
- Cesare Toraldo - indywidualnie - 8. miejsce,
- Fabio Nebuloni - indywidualnie - 17. miejsce,
- Alessandro Conforto - indywidualnie - 25. miejsce,

### Piłka nożna
Mężczyźni
- Gianluca Pagliuca, Alessandro Nesta, Fabio Cannavaro, Salvatore Fresi, Raffaele Ametrano, Massimo Crippa, Marco Branca, Massimo Brambilla, Marco Delvecchio, Alessandro Pistone, Damiano Tommasi, Fabio Pecchia, Fabio Galante, Domenico Morfeo, Cristiano Lucarelli, Antonino Bernardini, Luigi Sartor - 12. miejsce,

### Piłka wodna
Mężczyźni
- Alberto Angelini, Francesco Attolico, Fabio Bencivenga, Alessandro Bovo, Alessandro Calcaterra, Roberto Calcaterra, Marco Gerini, Alberto Ghibellini, Luca Giustolisi, Amedeo Pomilio, Francesco Postiglione, Carlo Silipo, Leonardo Sottani - 3. miejsce,

### Pływanie
Kobiety
- Cecilia Vianini - 100 m stylem dowolnym - 24. miejsce,
- Lorenza Vigarani - 200 m stylem grzbietowym - 7. miejsce,
- Manuela Dalla Valle

100 m stylem klasycznym - 15. miejsce,
200 m stylem klasycznym - 26. miejsce,
- Ilaria Tocchini

100 m stylem motylkowym - 17. miejsce,
200 m stylem motylkowym - 17. miejsce,
- Lorenza Vigarani, Manuela Dalla Valle, Ilaria Tocchini, Cecilia Vianini - Sztafeta 4 x 100 m stylem zmiennym - 8. miejsce,

Mężczyźni
- René Gusperti - 50 m stylem dowolnym - 14. miejsce,
- Massimiliano Rosolino

200 m stylem dowolnym - 6. miejsce,
400 m stylem dowolnym - 6. miejsce,
- Piermaria Siciliano - 200 m stylem dowolnym - 13. miejsce,
- Emiliano Brembilla

400 m stylem dowolnym - 4. miejsce,
1500 m stylem dowolnym - 4. miejsce,
- Marco Formentini - 1500 m stylem dowolnym - 18. miejsce,
- Emanuele Merisi

100 m stylem grzbietowym - 6. miejsce,
200 m stylem grzbietowym - 3. miejsce,
- Mirko Mazzari - 200 m stylem grzbietowym - 7. miejsce,
- Andrea Oriana

100 m stylem motylkowym - 39. miejsce,
200 m stylem motylkowym - 17. miejsce,
- Luca Sacchi

200 m stylem zmiennym - 11. miejsce,
400 m stylem zmiennym - 6. miejsce,
- Massimiliano Rosolino, Emanuele Idini, Emanuele Merisi, Piermaria Siciliano, Emiliano Brembilla[16] - sztafeta 4 x 200 m stylem dowolnym - 6. miejsce,

### Pływanie synchroniczne
Kobiety
- Giada Ballan, Serena Bianchi, Giovanna Burlando, Mara Brunetti, Manuela Carnini, Brunella Carrafelli, Maurizia Cecconi, Paola Celli, Roberta Farinelli, Letizia Nuzzo - drużynowo - 6. miejsce,

### Podnoszenie ciężarów
Mężczyźni
- Giovanni Scarantino - waga do 56 kg - 15. miejsce,
- Raffaele Mancino - waga do 91 kg - 21. miejsce,

### Siatkówka
Kobiety
- Annamaria Solazzi, Consuelo Turetta - siatkówka plażowa - 13. miejsce,

Mężczyźni
- Andrea Gardini, Marco Meoni, Pasquale Gravina, Paolo Tofoli, Samuele Papi, Andrea Sartoretti, Marco Bracci, Lorenzo Bernardi, Luca Cantagalli, Andrea Zorzi, Andrea Giani, Vigor Bovolenta - 2. miejsce,
- Andrea Ghiurghi, Nicola Grigolo - siatkówka plażowa - 13. miejsce,

### Skoki do wody
Kobiety
- Francesca D'Oriano

trampolina 3 m - 24. miejsce,
wieża 10 m - 28. miejsce,
Mężczyźni
- Davide Lorenzini - trampolina 3 m - 15. miejsce,

### Strzelectwo
Kobiety
- Michela Suppo

pistolet pneumatyczny 10 m - 19. miejsce,
pistolet sportowy 25 m - 30. miejsce,
- Barbara Stizzoli

pistolet pneumatyczny 10 m - 23. miejsce,
pistolet sportowy 25 m - 23. miejsce,
- Giovanna Pasello - podwójny trap - 9. miejsce,
- Deborah Gelisio - podwójny trap - 15. miejsce,

Mężczyźni
- Roberto Di Donna

pistolet pneumatyczny 10 m - 1. miejsce,
pistolet dowolny 50 m - 3. miejsce,
- Vigilio Fait

pistolet pneumatyczny 10 m - 17. miejsce,
pistolet dowolny 50 m - 5. miejsce,
- Carlo Colombo - ruchoma tarcza 10 m - 17. miejsce,
- Giovanni Pellielo - trap - 13. miejsce,
- Marcello Tittarelli - trap - 20. miejsce,
- Marco Venturini - trap - 20. miejsce,
- Albano Pera - podwójny trap - 2. miejsce,
- Mirco Cenci - podwójny trap - 9. miejsce,
- Ennio Falco - skeet - 1. miejsce,
- Andrea Benelli - skeet - 3. miejsce,
- Bruno Mario Rossetti - skeet - 20. miejsce,

### Szermierka
Kobiety
- Valentina Vezzali - floret indywidualnie - 2. miejsce,
- Giovanna Trillini - floret indywidualnie - 3. miejsce,
- Diana Bianchedi - floret indywidualnie - 9. miejsce,
- Diana Bianchedi, Giovanna Trillini ,Valentina Vezzali - floret drużynowo - 1. miejsce,
- Margherita Zalaffi - szpada indywidualnie - 4. miejsce,
- Elisa Uga - szpada indywidualnie - 14. miejsce,
- Laura Chiesa - szpada indywidualnie - 26. miejsce,
- Elisa Uga, Laura Chiesa, Margherita Zalaffi - szpada drużynowo - 2. miejsce,

Mężczyźni
- Alessandro Puccini - floret indywidualnie - 1. miejsce,
- Stefano Cerioni - floret indywidualnie - 18. miejsce,
- Marco Arpino - floret indywidualnie - 19. miejsce,
- Alessandro Puccini, Marco Arpino, Stefano Cerioni - floret drużynowo - 8. miejsce,
- Sandro Cuomo - szpada indywidualnie - 5. miejsce,
- Angelo Mazzoni - szpada indywidualnie - 11. miejsce,
- Maurizio Randazzo - szpada indywidualnie - 18. miejsce,
- Sandro Cuomo, Angelo Mazzoni, Maurizio Randazzo - szpada drużynowo - 1. miejsce,
- Tonhi Terenzi - szabla indywidualnie - 10. miejsce,
- Luigi Tarantino - szabla indywidualnie - 11. miejsce,
- Raffaelo Caserta - szabla indywidualnie - 19. miejsce,
- Luigi Tarantino, Raffaelo Caserta, Tonhi Terenzi - szabla drużynowo - 3. miejsce,

### Tenis stołowy
Kobiety
- Flyura Bulatova-Abbate - gra pojedyncza - 17. miejsce,
- Alessia Arisi - gra pojedyncza - 33. miejsce,
- Alessia Arisi, Laura Negrisoli - gra podwójna - 25. miejsce,

### Tenis ziemny
Kobiety
- Silvia Farina-Elia - gra pojedyncza - 17. miejsce,
- Rita Grande - gra pojedyncza - 33. miejsce,
- Adriana Serra-Zanetti - gra pojedyncza - 33. miejsce,
- Silvia Farina-Elia, Laura Golarsa - gra podwójna - 17. miejsce,

Mężczyźni
- Renzo Furlan - gra pojedyncza - 5. miejsce,
- Andrea Gaudenzi - gra pojedyncza - 9. miejsce,
- Stefano Pescosolido - gra pojedyncza - 33. miejsce,
- Andrea Gaudenzi, Diego Nargiso - gra podwójna - 17. miejsce,

### Wioślarstwo
Kobiety
- Erika Bello, Marianna Barelli - dwójka podwójna - 12. miejsce,
- Lisa Bertini, Martina Orzan - dwójka podwójna wagi lekkiej - 4. miejsce,

Mężczyźni
- Giovanni Calabrese - jedynki - 17. miejsce,
- Davide Tizzano, Agostino Abbagnale - dwójka podwójna - 1. miejsce,
- Marco Penna, Walter Bottega - dwójka bez sternika - 4. miejsce,
- Marco Audisio, Michelangelo Crispi - dwójka podwójna wagi lekkiej - 8. miejsce,
- Massimo Paradiso, Alessio Sartori, Rossano Galtarossa, Alessandro Corona - czwórka podwójna - 4. miejsce,
- Valter Molea, Riccardo Dei Rossi, Raffaello Leonardo, Carlo Mornati - czwórka bez sternika - 6. miejsce
- Andrea Re, Leonardo Pettinari, Ivano Zasio, Carlo Gaddi - czwórka bez sternika wagi lekkiej - 8. miejsce,
- Carmine Abbagnale, Patrick Casanova, Francesco Mattei, Roberto Blanda, Lorenzo Carboncini, Mattia Trombetta, Roby La Mura, Franco Zucchi, Vincenzo di Palma - ósemka - 9. miejsce,

### Zapasy
Mężczyźni
- Francesco Costantino - styl klasyczny - waga do 48 kg - 9. miejsce,
- Giuseppe Giunta - styl klasyczny - waga do 100 kg - 13. miejsce,
- Michele Liuzzi - styl wolny - waga do 57 kg - 16. miejsce,
- Giovanni Schillaci - styl wolny - waga do 62 kg - 6. miejsce,

### Żeglarstwo
- Alessandra Sensini - windsurfing kobiety - 3. miejsce,
- Arianna Bogatec - klasa Europa - 12. miejsce,
- Federica Salvà, Manuela Sossi - klasa 470 kobiety - 7. miejsce,
- Andrea Zinali - windsurfing mężczyźni - 36. miejsce,
- Luca Devoti - klasa Finn - 16. miejsce,
- Matteo Ivaldi, Michele Ivaldi - klas 470 mężczyźni - 15. miejsce,
- Francesco Bruni - klasa Laser - 12. miejsce,
- Enrico Chieffi, Roberto Sinibaldi - klasa Star - 6. miejsce,
- Walter Pirinoli, Marco Pirinoli - klasa Tornado - 5. miejsce,
- Mario Celon, Claudio Celon, Gianni Torboli - klasa Soling - 10. miejsce,